# Carlo Rainaldi
Carlo Rainaldi (Roma, 4 maggio 1611 – Roma, 8 febbraio 1691) è stato un architetto italiano.

## Biografia
Carlo nacque a Roma, figlio dell'architetto Girolamo Rainaldi.
Inizio a collaborare con suo padre, sia alla costruzione del Palazzo Nuovo in piazza del Campidoglio, sia a quella del Palazzo Pamphilj in piazza Navona.
Dopo la morte di suo padre, nel 1655, Carlo realizzò le sue opere migliori, concentrate quasi esclusivamente a Roma: la chiesa di Santa Maria in Portico in Campitelli (1633-1667); la facciata di Sant'Andrea della Valle (1661-1665); il progetto di notevole valore per le due chiese gemelle in piazza del Popolo (1662-1675); progetti per Sant'Agnese in Agone (fabbrica in cui fu sostituito da Francesco Borromini); la facciata absidale di Santa Maria Maggiore; la chiesa del Suffragio in via Giulia (1669-1675), la cappella Spada alla Chiesa Nuova e l'altare maggiore in San Gerolamo della Carità. Opera sua è anche la monumentale tomba di papa Clemente IX, sempre a Santa Maria Maggiore.
Nei dintorni di Roma, sono da ricordare la facciata del duomo di Monte Compatri; nel 1666 si occupò del progetto e della costruzione della chiesa di San Gregorio Magno a Monte Porzio Catone.
Il suo capolavoro è probabilmente la summenzionata chiesa di Santa Maria in Campitelli, caratterizzata da una pianta longitudinale la cui spazialità è però contraddetta da due assialità trasversali, e il cui alzato è scandito da una serie di monumentali colonne libere ispirate all'architettura di Andrea Palladio. Inizialmente la chiesa avrebbe dovuto essere a pianta ellittica, ma al momento della costruzione il progetto fu modificato, trasformando la navata ellittica in uno spazio biassiale. Mantenendo invariati gli altri elementi della pianta, questo passaggio determinò un rafforzamento dell'asse longitudinale.
Nel 1660 aveva mandato disegni a Luigi XIV di Francia, in un concorso che aveva visto impegnati anche Gian Lorenzo Bernini e Pietro da Cortona, per il nuovo Palazzo del Louvre.
Tutte queste opere fecero di Carlo Rainaldi una delle più importanti figure dell'architettura romana del XVII secolo, come testimonia la sua nomina a principe dell'Accademia di San Luca nel 1673.
Rainaldi si cimentò anche nella composizione di cantate; solo sul finire del XX secolo si è avuto un interesse per questa sua attività, che si colloca nel solco della musica barocca dell'epoca.
Morì ottantenne a Roma, nel 1691.